# Pilot ACE

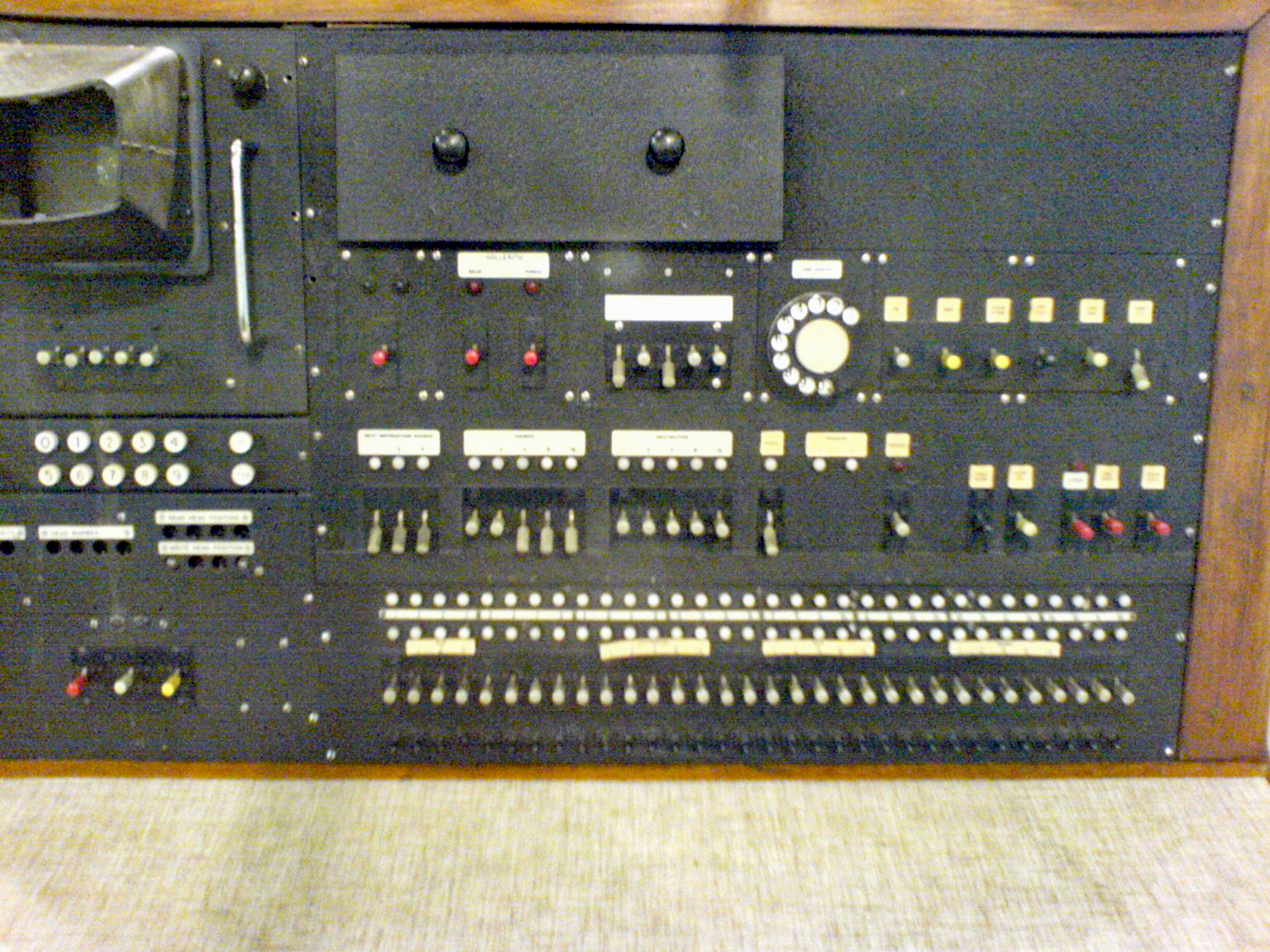
Console du prototype Pilot ACE.

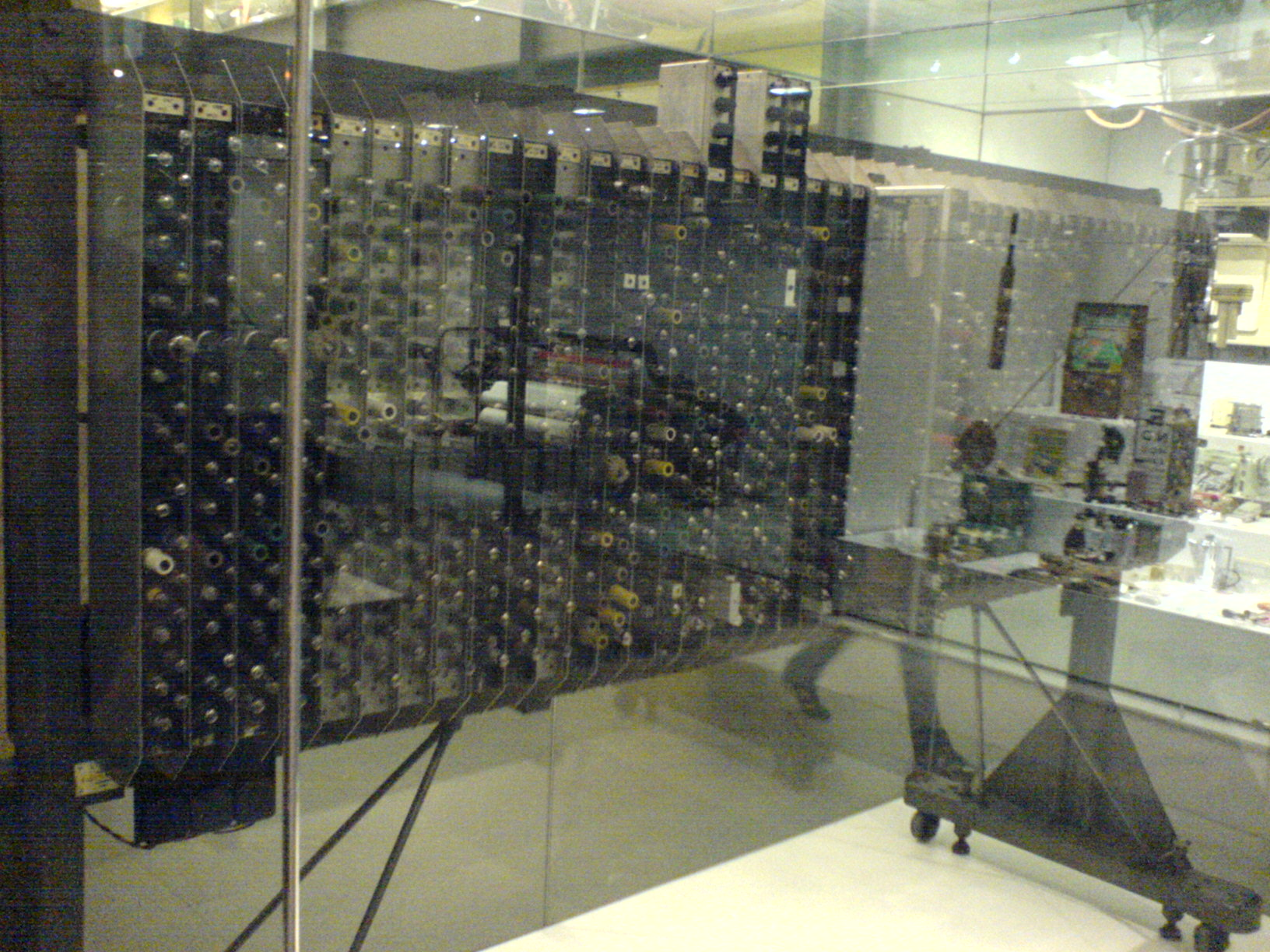

Le Pilot ACE (Automatic Computing Engine (ACE)) est le prototype du premier ordinateur construit au Royaume-Uni. Il a été assemblé et mis au point par le National Physical Laboratory (NPL) en 1950. Cette machine programmable fut le premier calculateur capable d'exécuter des calculs en virgule flottante.

## Histoire
Le Pilot ACE reprend le projet de calculateur ACE d'Alan Turing. Ce dernier ayant démissionné du NPL depuis 1947 (en partie à cause des atermoiements dans la construction de sa machine), James H. Wilkinson reprend la direction du projet et Harry Huskey l'assiste pour la conception. Le prototype Pilot ACE exécute son premier programme le 10 mai 1950, et il est présenté à la presse au mois de décembre suivant.
Quoique ce ne fût encore qu'un prototype, il apparut bientôt que ce calculateur pourrait rendre d'utiles services. Après quelques améliorations destinées à rendre la machine plus commode à utiliser, elle fut mise en service fin 1951, et fut beaucoup utilisée au cours des années suivantes, notamment lorsqu'on la dota d'algorithmes de calcul en virgule flottante. Wilkinson a fait le récit de cette évolution. Contrairement aux autres calculateurs électriques de l'époque, le prototype Pilot ACE avait été monté sans circuit dédié à la multiplication ou à la division euclidienne en virgule fixe : ces opérations étaient programmées et exécutées à partir d'un algorithme codé sur cartes perforées. Ce choix fut une force, car il apparut bientôt que l'arithmétique en virgule fixe n'avait d'intérêt que pour les calculs financiers, et ne répondait absolument pas aux besoins des scientifiques et des ingénieurs ; or il ne fallut pas longtemps aux pères de la machine pour écrire les algorithmes de calcul en virgule flottante : sans avoir à toucher à l'architecture matérielle du Pilot ACE, la machine put ainsi travailler en virgule flottante. Fort de ce succès, James H. Wilkinson devint l'expert de cette technique de calcul et composa sur la propagation des erreurs d'arrondi en virgule flottante un ouvrage devenu classique.
Cet appareil comportait quelque 800 lampes, et utilisait des lignes à retard au mercure pour la mémoire centrale. À l'origine, la taille de cette mémoire était de 128 mots de 32-bits, mais elle fut portée ensuite à 352 mots ; on lui adjoignit en outre une mémoire à tambour  de 4096 mots en 1954. Le rythme d'horloge, 1 mégahertz, était alors le record en Grande-Bretagne. Le temps d'exécution des instructions était encore très dépendant de leur emplacement en mémoire (un défaut propre aux lignes à retard). Une simple addition pouvait prendre entre 64 et 1024 microsecondes.

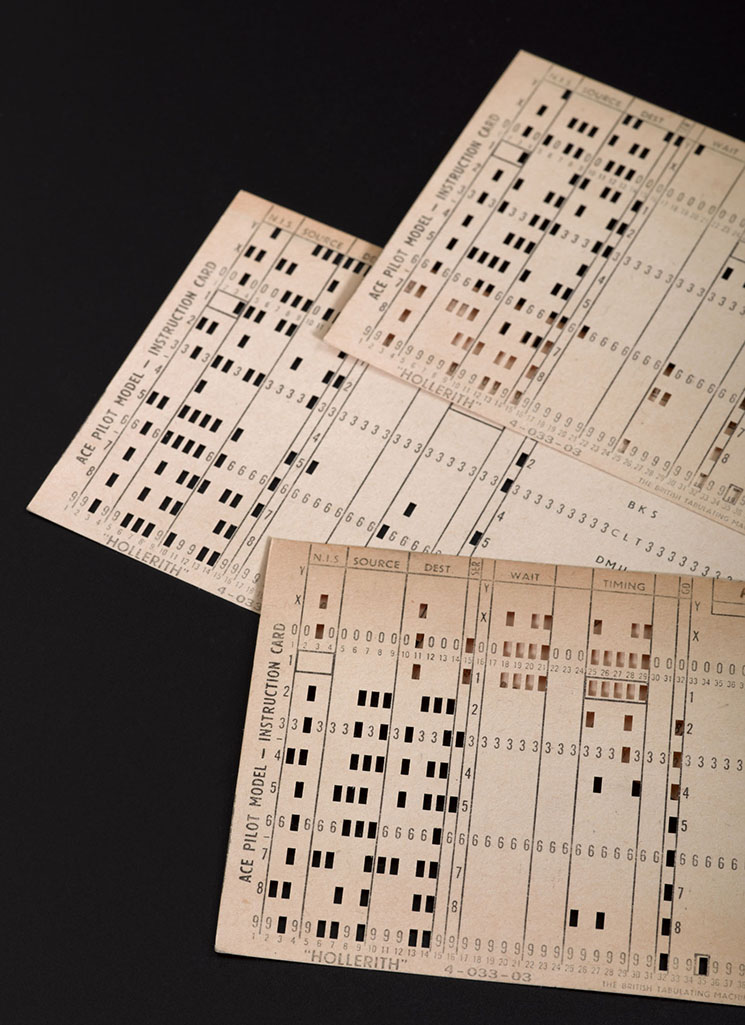
Cartes perforées du prototype Pilot ACE.

Cet ordinateur acquit une telle réputation qu’English Electric Co. en fit une version commerciale, vendue sous le nom de DEUCE.
Le Pilot ACE fut utilisé jusqu'en mai 1955, date à laquelle le NPL en fit don au Science Museum de Londres qui l'expose dans ses collections.

## Voir également
- (en) Interview de Donald W. Davies sur sa carrière, Institut Charles Babbage. Davies décrit les projets informatiques du National Physical Laboratory, du projet d'Alan Turing en 1947 à la construction des deux premiers ACE. Davies présente le second modèle d'ACE, plus puissant, et revient sur le choix d'English Electric Co. comme distributeur du DEUCE – sans doute le premier ordinateur commercialisé en Grande-Bretagne.
- (en) Archives publiques du projet ACE sur alanturing.net
- (en) Le Pilot ACE au Science Museum
- (en) Comment le calculateur prototype d'Alan Turing a révolutionné le calcul.
- (en) Le premier ordinateur multi-tâche